# Teng Guangyin
Teng Guangyin – chiński judoka.
Startował w Pucharze Świata w 2000. Piąty na igrzyskach azjatyckich w 2002. Brązowy medalista mistrzostw Azji w 1997 roku.